# Gabriel Marcel
Gabriel Marcel (Parijs, 7 december 1889 - aldaar, 8 oktober 1973) was een Frans filosoof, vooraanstaane christelijk existentialist, muziekcriticus en auteur van zo'n 30 toneelstukken.
Hij hield zich vooral bezig met de moderne strijd van het individu tegen de technologische ontmenselijkte maatschappij. Ondanks dat Marcel vaak wordt gezien als de eerste Franse existentialist, dissocieerde hij zichzelf steeds van andere uitgesproken existentialisten zoals Jean-Paul Sartre. Zelf duidde hij zijn werk en gedachten liever aan met de term "filosofie van de existentie".
Marcel was oorspronkelijk niet gelovig, maar bekeerde zich in 1929, op 39-jarige leeftijd, tot het katholicisme, en zou tot aan zijn dood een verdediger van het geloof blijven. Zijn diepgaande religieuze overtuigingen zorgden in zijn latere leven voor wrijvingen met de Franse linkse intelligentsia.

## Existentiële thema's
Naast de eerder vermelde term "filosofie van de existentie", gebruikte Marcel ook de stempel van "neo-Socratisch" (waarschijnlijk naar de filosoof Søren Kierkegaard, de vader van het christelijk existentialisme, die zichzelf als neo-socratisch denker betitelde).
Zoals gezegd is een van de kernthema's van Marcels wijsbegeerte de strijd tussen individu en maatschappij. De moderne samenleving kenmerkt zich door haar bedreiging van de subjectiviteit van de mensen zelf. Volgens Marcel komt dit doordat het wetenschappelijk egoïsme het oorspronkelijke "mysterie" van het zijn heeft vervangen door een vals scenario volgens welk het menselijk leven louter zou bestaan uit technologische "problemen" en "oplossingen". Marcel is ervan overtuigd dat een menselijk subject niet wezenlijk kan bestaan in een technologische wereld, maar daar verwordt tot wat hij noemt een "menselijk object". In onder andere Les Hommes contre l'humain (De mensen contra het menselijke) stelt hij dat de technologie een geprivilegieerde autoriteit heeft die het subject overtuigt zijn plaats als een 'hij' (en geen 'ik') in de interne wetenschappelijke dialoog te aanvaarden; zo brengt de wetenschap de mens ertoe zich in zijn eigen vernietiging te verheugen.

## Invloed
Vele jaren lang hield Marcel wekelijkse filosofische discussiebijeenkomsten waar hij vele vooraanstaande jonge Franse filosofen zoals Jean Wahl, Paul Ricoeur, Emmanuel Levinas, en Jean-Paul Sartre (en ook Karol Józef Wojtyła) ontmoette en beïnvloedde. De invloed van Marcel was vooral gebaseerd op zijn wijsgerige geschriften en minder op de vele toneelstukken die hij geschreven heeft, een feit dat Marcel zelf verbaasde en teleurstelde omdat hij met die toneelstukken het grote publiek hoopte te bereiken en klaarstomen voor zijn existentiële filosofie.

## Werken

### Filosofie
- 1914: Existence et objectivité.
- 1914-1923: Journal métaphysique (Parijs, Gallimard, 1927).
- 1918-1933: Être et avoir (Parijs, Aubier, 1935).
- 1940: Du refus à l'invocation (Paris, Gallimard). Herdruk in 1967 onder de titel Essai de philosophie concrète (Paris, NRF/Gallimard).
- 1945: Homo viator (Parijs, Aubier).
- 1945: La Métaphysique de Royce (Parijs, Aubier).
- 1949: Position et approches concrètes du mystère ontologique, inleiding door Marcel de Corte. Louvain, E. Nauwelaerts; Parisj, Librairie philosophique J. Vrin, 1949
- 1951: Le Mystère de l'être (Parijs, Aubier) 2 volumes
- 1951: Les Hommes contre l'humain (Paris, La Colombe). Herdruk in 1968 (Parijs, Fayard).
- 1954: Le Déclin de la sagesse (Parijs, Plon).
- 1955: L'homme problématique (Parijs, Aubier).
- 1958: Théâtre et religion (Lyon, Éditions E. Vitte).
- 1959: Présence et immortalité (Parijs, Flammarion)
- 1964: La Dignité humaine et ses assises existencielles (Parijs, Aubier).
- 1968: Entretiens Paul Ricœur, Gabriel Marcel (Parijs, Aubier). Herdruk als Présence de Gabriel Marcel in 1999.
- 1968: Pour une sagesse tragique et son au-delà (Parijs, Plon).
- 1971: En chemin, vers quel éveil ? (Parijs, Gallimard).
- 1971: Coleridge et Schelling (Parijs, Aubier).
- 1971: Plus décisif que la violence (Parijs, Plon).
- 1973: Percées vers un ailleurs (Parijs, Fayard).
- 1977: Gabriel Marcel interrogé par Pierre Boutang gevolgd door Position et approches concrètes du mystère ontologique (Parijs, J.-M. Place Éditeur).
- 2005: Tu ne mourras pas, een tekstselectie ingeleid door Anne Marcel met voorwoord door P. Xavier Tilliette (éditions Arfuyen).

### Theater
- 1921: Le Cœur des autres, Parijs, Grasset.
- 1923: L'Iconoclaste, Parijs, Stock.
- 1925: Un Homme de Dieu, Parijs, Grasset.
- 1925: La Chapelle ardente, mise en scène Gaston Baty, Théâtre du Vieux-Colombier.
- 1933: Le Monde cassé suivi de Position et approches concrètes du mystère ontologique, Parijs, Desclée de Brouwer.
- 1936: Le Chemin de crête, Parijs, Grasset.
- 1936: Le Dard, Parijs, Plon.
- 1936: Le Fanal, Parijs, Stock.
- 1938: La Soif, Parijs, Desclée de Brouwer. Herdruk in 1952 onder de titel Les cœurs avides, Parijs, La Table Ronde.
- 1947: Théâtre comique : Colombyre ou le brasier de la paix - La double expertise - Les points sur les i - Le divertissement posthume, Parijs, Albin Michel.
- 1949: Vers un autre Royaume : L'émissaire - Le signe de la croix. Parijs, Plon.
- 1951: Rome n'est plus dans Rome, Parijs, La Table Ronde.
- 1955: Croissez et multipliez, Parijs, Plon.
- 1955: Mon temps n'est pas le vôtre, Paris, Plon.
- 1958: La dimension Florestan suivi de la conférence Le crépuscule du sens commun, Parijs, Plon.